# Güntersberge
Güntersberge est une ville de l’arrondissement de Harz en Saxe-Anhalt, en Allemagne.

## Galerie

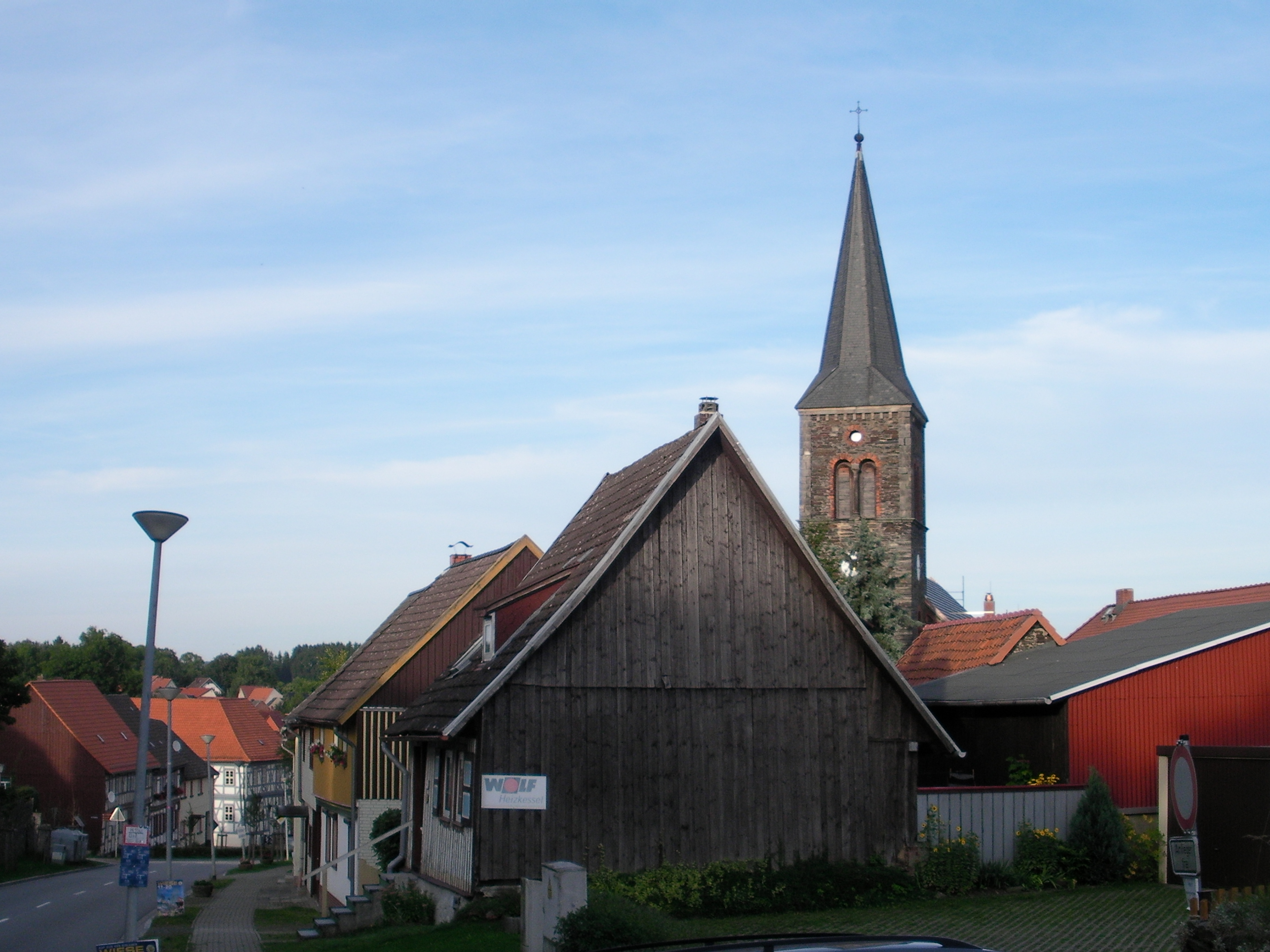
Vue de l'église
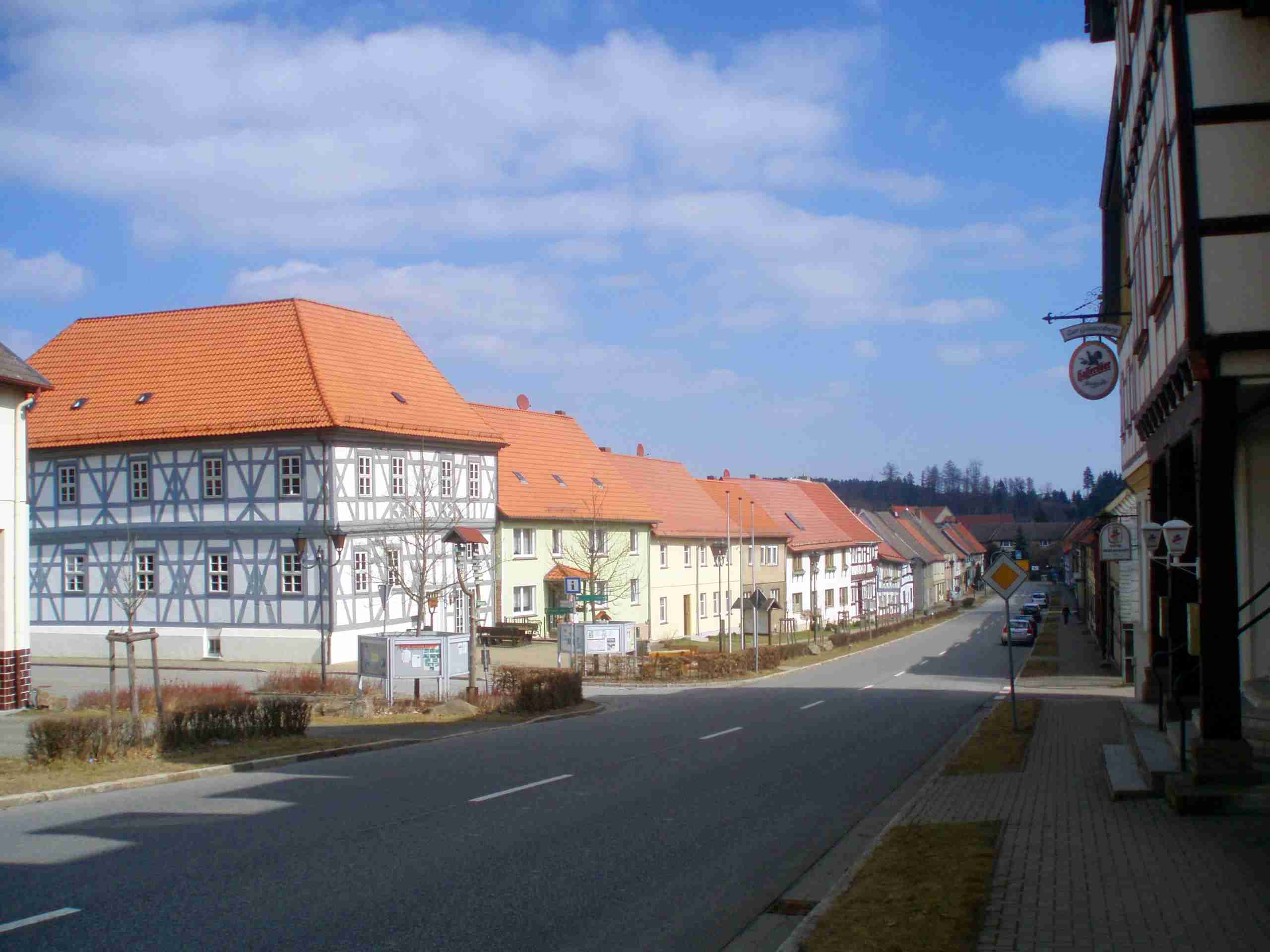
rue principale
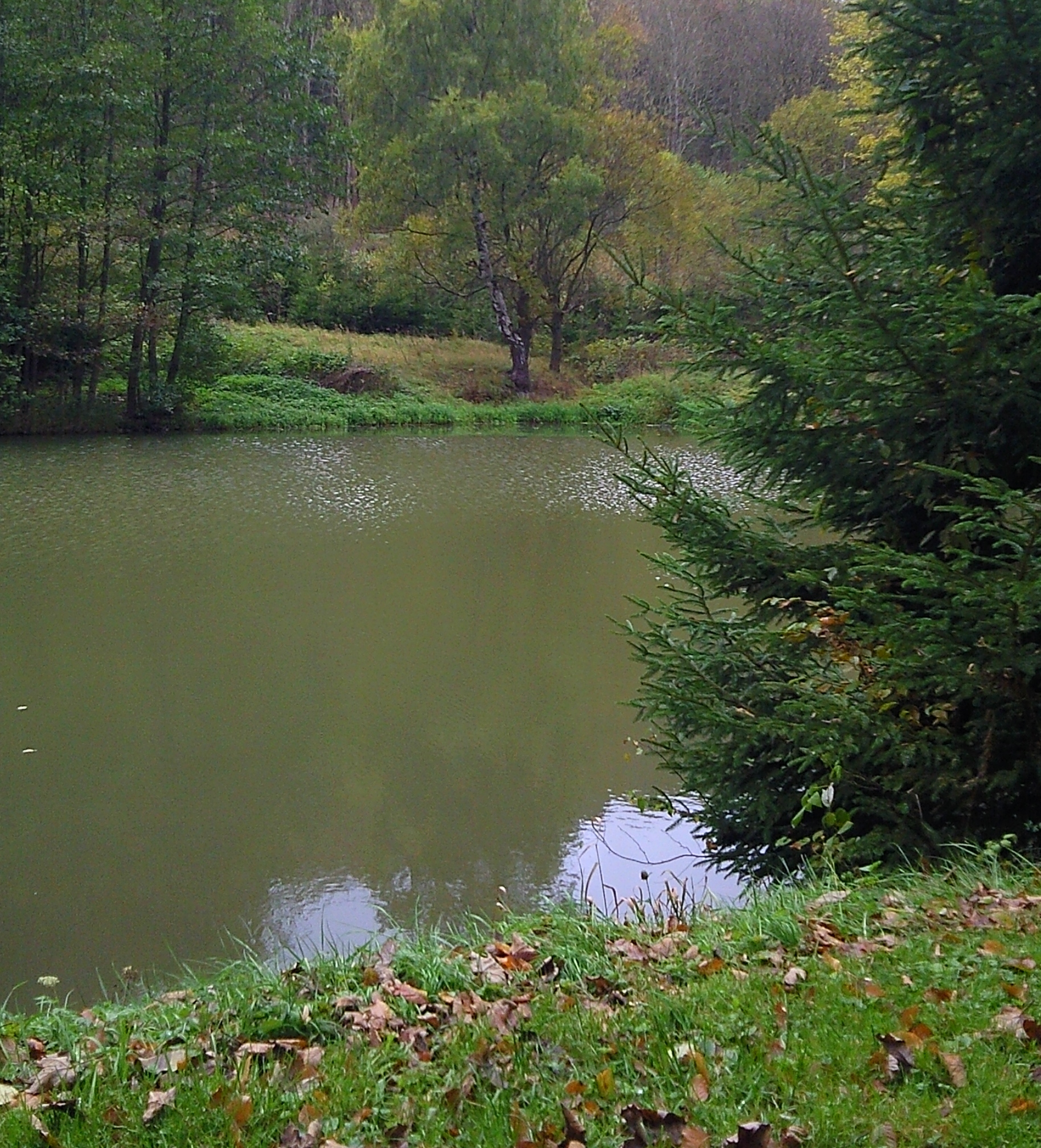
Vue sur le Katzsohlteich
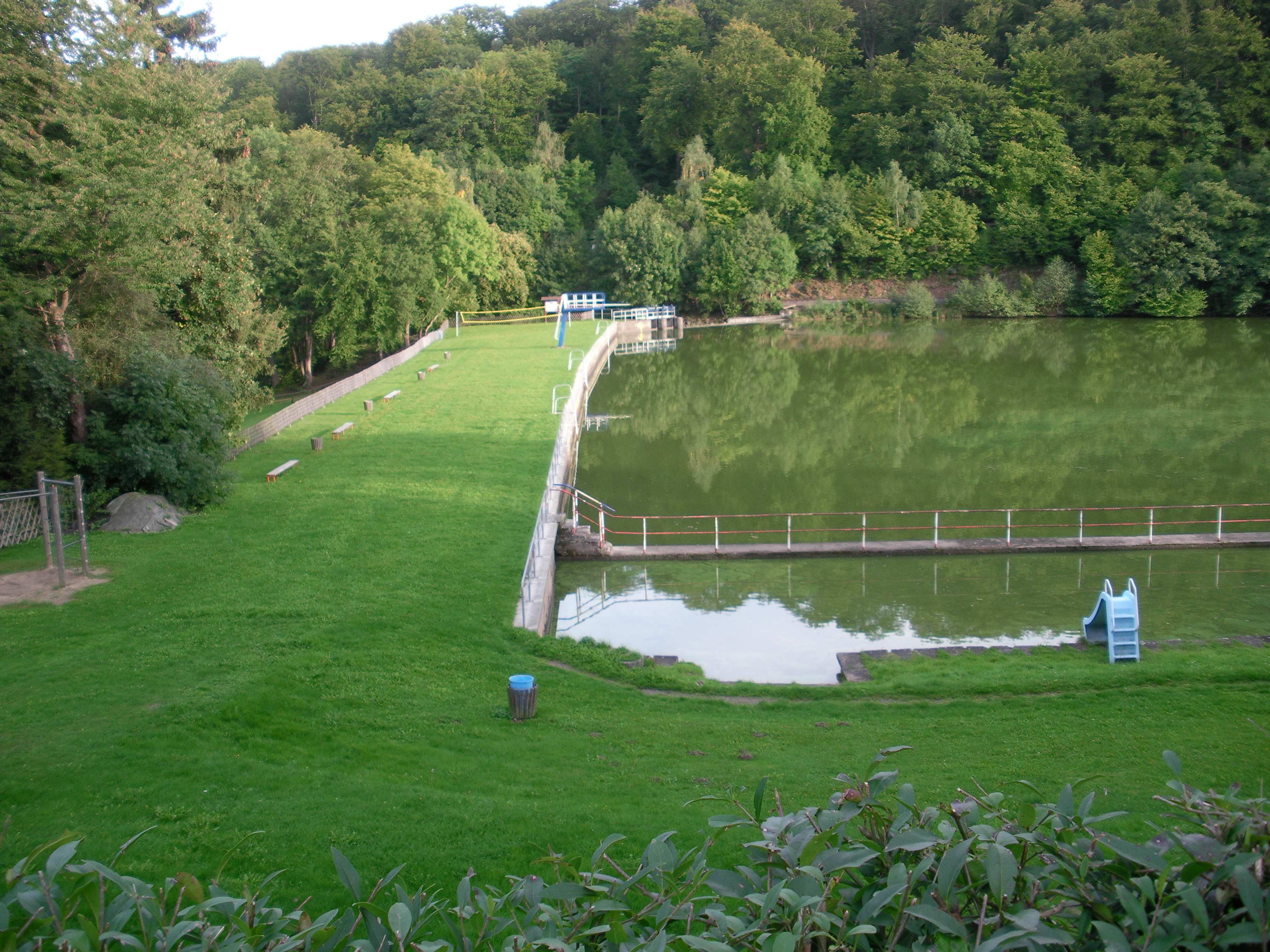
Lac de montagne et installations balnéaires